# Safíja bint Hujaj
Safíja bint Hujaj (mezi lety 610–614, Medína – mezi lety 664–672, tamtéž) byla jedna z manželek islámského proroka Mohameda. Stejně jako jeho ostatní ženy je mezi muslimy považována za matku všech věřících.
Po Mohamedově smrti se dostala k politice mezi mladou muslimskou komunitou a až do své smrti měla značný vliv na šíření víry.

## Mládí
Safíja se narodila v Medíně. Jejím otcem byl Hujaj ibn Akhtab, vůdce židovského kmene Banu Nadir. Její matkou byla Barra bint Samawal z kmene Kurajza. Byla vnučkou Samawala ibn Adiyi z kmene Banu Harith. Podle několika zdrojů se provdala za Salama ibn Miškama, který se s ní ale rozvedl.
Když byl kmen Banu Nadir v roce 625 vyhnán z Medíny, rodina se usadila v Khajbaru, oáze nedaleko Medíny. Její otec a bratr z Khajbaru odešli do Mekky, aby spolu s beduíny bojovali proti proroku Mohamedovi. Když se lidé z Mekky stáhli, zajali Mohameda. V roce 627 byl Safíjin otec a dlouholetý nepřítel Mohameda zajat muslimy a popraven.
V roce 627 nebo 628 se Safíja provdala za Kenana ibn al-Rabi, pokladníka kmene Banu Nadir. V té době jí bylo okolo 17 let. Podle muslimských zdrojů řekla Safíja svému muži o snu, ve kterém jí měsíc spadl z nebe do klína. Kenana to pojal jako Safíjinu touhu vzít si Mohameda za muže a udeřil ji do obličeje. Po úderu jí zůstala na obličeji rána, která byla vidět ještě při jejím prvním setkání s Mohamedem.

## Bitva u Khaybaru
V květnu roku 628 porazili muslimové několik židovských kmenů (včetně Banu Nadir) v bitvě u Khaybaru. Židé se vzdali a směli v Khaybaru zůstat pod podmínkou, že polovinu své produkce budou odvádět muslimům. Území se stalo součástí muslimského státu. Safíjin manžel v této bitvě zemřel.

## Manželství s Mohamedem
Podle islámského učence Muhammada al-Buchárího zůstal Mohamed na území mezi Khaybarem a Medínou tři dny, během kterých se oženil se Safíjou. Mohamedovi společníci se dohadovali, zda bude zajatkyní či jeho manželkou. Nebyli si jistí, zda by se židovská žena mohla stát matkou věřících jako nová prorokova žena.
Mohamed požádal Safíju, aby konvertovala k islámu a ona souhlasila. Následně se tedy mohla stát jeho manželkou. Společně neměli žádné dítě.
Pokud jde o Safíjin židovský původ, Mohamed jednou řekl své ženě, že pokud ji jiné ženy urážejí pro její „židovský původ“ a žárlí kvůli její kráse, měla odpovědět: „Můj otec byl prorok (Áron), můj strýc (Mojžíš) byl prorok a můj manžel (Mohamed) je také prorokem.“

## Pozdější život
Safíja zemřela mezi lety 670–672 během vlády chalífy Mu'áviji I. a byla pohřbena v Medíně. Zanechala po sobě dědictví 100 tisíc zlatých, které po ní zdědil sestřin syn, který byl židem.
Její sen byl interpretován jako zázrak a její utrpení a reputace pláče jí vynesly místo v súfijských dílech. Vyskytuje se ve všech knihách hadísů a od její osoby se odvíjí hned několik islámských tradic.